# أدريان ديز
أدريان ديز هو لاعب كرة قدم كوبي في مركزي قلب الدفاع والدفاع، ولد في 4 مارس 1993 في هافانا في كوبا. شارك مع منتخب كوبا تحت 17 سنة لكرة القدم ومنتخب كوبا تحت 20 سنة لكرة القدم ومنتخب كوبا لكرة القدم. أما مع النوادي، فقد لعب مع نادي كولورادو سبرينغس.

## وصلات خارجية
- أدريان ديز على موقع قاعدة بيانات كرة القدم.إي يو (الإنجليزية)
- أدريان ديز على موقع ناشيونال فوتبول تيمز (الإنجليزية)
- أدريان ديز على موقع Soccerway.com (الإنجليزية)